# Culex globocoxitus
Culex globocoxitus är en tvåvingeart som beskrevs av Nikolas Vladimir Dobrotworsky 1953. Culex globocoxitus ingår i släktet Culex och familjen stickmyggor. Inga underarter finns listade i Catalogue of Life.